# Prodicus attemsi
Prodicus attemsi är en mångfotingart som beskrevs av Karl Wilhelm Verhoeff 1900. Prodicus attemsi ingår i släktet Prodicus och familjen Anthroleucosomatidae.

## Underarter
Arten delas in i följande underarter:
- P. a. attemsi
- P. a. macchiae